# Berrichón
El berrichón es una lengua de oïl hablada en las antiguas regiones francesas de Berry y Borbonés que actualmente comprende la Región de Centro-Valle de Loira y los departamentos de Indre, Cher, Creuse, Loiret y Loir. Esta estrechamente emparentada con el francien base del francés estándar.

## Clasificación
El observatorio lingüístico de Linguasphere distingue cinco variantes del berrichón:
- borbonés (Allier, Cher sur)
- nivernés (Nièvre)
- auxerrés (Yonne oeste)
- alto-berrichon (Cher norte, Cher este)
- bajo-berrichon (Indre y Cher)

## Historia
El berrichón desciende de la lengua de oïl o francés antiguo que evolucionó durante la Edad Media a partir del latín vulgar, hablado en el norte de la Galia. Su uso general en la región de Berry comenzó a declinar en el siglo XVI cuando la aristocracia local y la burguesía empezaron a adoptar el francés dejando al berrichón como una lengua "patois" utilizada por el campesinado. Los diferentes acontecimientos históricos como la Revolución francesa y la instauración de la escuela gratuita y obligatoria han llevado al patois berrichón, como mucho otros, a mantenerse en situación muy precaria, casi a la extinción.

## Normativización
No tiene ninguna normativa generalmente aceptada y no está regulado.

## Léxico y pronunciación
Aunque no tiene gramática propiamente dicha ni oficial, el berrichón utiliza ciertas reglas de pronunciación. Así, se diferencia la «a» pronunciándola abierta o cerrada. La «r» es a menudo pronunciada. La «o» cambia a «ou», dando houmme, poumme, etc. El sonido «oi» cambia «oé». Los sufijos en «–eur» cambian «-eux». «Leurs» cambia a «ieux». Las terminaciones en «eau» cambian «iau» (ej. «un siau de iau»).
La conjugación también varía según el presente del indicativo, la primera persona del singular, la tercera del singular y la tercera del plural se conjugan del mismo modo, cosa que da frases de este tipo: «J’menons las oies». La mayoría de los artículos mantienen un cambio: «Y me nons las oies». Las terminaciones también pueden mantenerse diferentes del francés, como el impertet o al plural «-aint» sustituye «-aient» (ej. «Y's étaint» en vez de «Ils étaient»).
En Berry es costumbre de preceder los nombres por artículos: «la» por los nombres femeninos y «eul’» (lo) por los nombres masculinos.
Para anunciar el tiempo, no se emplea el pronombre "il" (él) sino "ça" (esto). Por ejemplo: "ça pleut" (esto llueve), "ça neigera", "ça a plu".
Algunas palabras y expresiones del berrichón son: luma (luna), cagouille, cagoui (caracol), péquiou (pequeño perro), mainguion (pequeña comida), se arreuiller (mirar con atención o insistencia), lichonner (beber en exceso), lâpaud (perezoso), aga! (interjección que expresa sorprendida o dolor), lichoun’rie (golosina), palo’tau (chaqueta), arcander (trabajar de lo lindo), agât de iau (tromba de agua), chian (perro), se accutter (se sienta), agouant (calificativo peyorativo que puede variar según la persona: difícil de contentar, desobediente), attifer (vestir), berlaudiot (idiota), biger (besar, dar un beso), bourrée (danza berrichona), cabasson (caja), caqueziau (mosquito), carroué, carroi, carroir (cruce), charibaude (velada al aire libre), chieuve (cabra), formion, fromion (hormiga), ch'tit (malvado, avaro), daguenettes (manzanas o peras secas), debesillé (posar en pequeños trozos (cocina), deteriorar), yace (polla), lichée (pequeña cantidad), la Naud (nadar), ouche (jardín de la casa), chagner (mocar-se), bouchure (valla), rag'nasser (hacer ruido), etc.